# 南山海上观音圣像

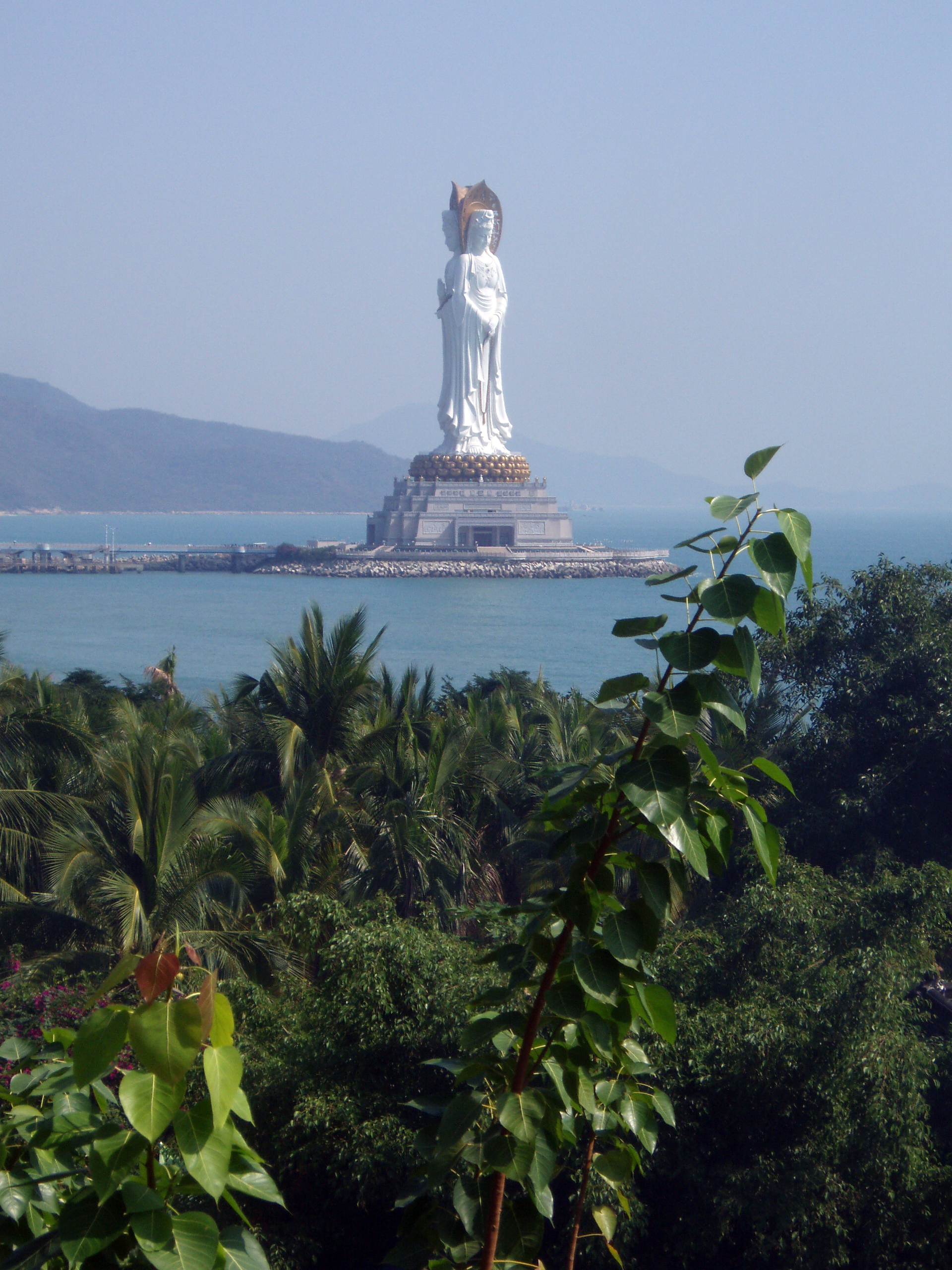
观音像远景。

南山海上观音圣像坐落在中华人民共和国海南省三亚市南山寺，由国家宗教事务局和海南省人民政府一同建造的观音像。

## 沿革
农历1999年9月19日，南山海上观音圣像正式开建。
农历2000年1月5日，金钢洲工程开工。
农历2000年12月，圆通宝殿建成。
农历2003年1月，金刚宝座建成。
农历2003年3月，观音像主体钢结构开建。
农历2005年3月16日，观音像举行开光典礼。

## 雕像
观音站立在莲花台上，安置在金刚洲（观音岛）上，整个地域被称为“观音净苑”景区，分为观音金身、佛光、千叶宝莲、紫檀木雕须弥底座。观音像高108米，耗资8亿人民币，黄金100多公斤，120多克拉南非钻石，数千粒红蓝宝石、祖母绿、珊瑚、松石、珍珠，100多公斤翠玉等，有东、西、北三面，一手持箧，寓意智慧，一手持莲，寓意和平，一手持珠，寓意慈悲，由赵朴初题写“南山海上观音”。

## 制作方
上海现代设计集团制作了“观音净苑”景区，葛洲坝集团第一工程有限公司和上海远东国际桥梁有限公司制作基础设施，南京晨光集团有限责任公司制作观音像。

## 捐款
- 十一世班禅捐赠11,180元人民币。[1]
- 澳门马万祺捐赠10万元人民币。[1]
- 台湾南怀瑾捐赠100万元人民币，又赠送释迦牟尼佛铜像。[1]